# Tipula caudatula
Tipula caudatula är en tvåvingeart som beskrevs av Friedrich Hermann Loew 1862. Tipula caudatula ingår i släktet Tipula och familjen storharkrankar. Inga underarter finns listade i Catalogue of Life.